# Parides echemon
Espèce
Parides  echemon est une espèce d'insectes lépidoptères (papillons) de la famille des Papilionidae, de la sous-famille des Papilioninae, tribu des Troidini, sous-tribu des Troidina et du genre Parides.

## Dénomination
Parides echemon a été décrit par Jakob Hübner en 1813 sous le nom de Princeps echemon.

### Sous-espèces
- Parides echemon echemon ; présent au Brésil.
- Parides echemon ergeteles (Gray, [1853]) ; présent en Guyane, au Surinam et au Brésil.
- Parides echemon empistocles Küppers, 1975 ; présent dans le sud-et du Pérou.
- Parides echemon pisander (C. & R. Felder, 1865) ; présent en Guyane[1].

## Description
Parides chabrias est un papillon marron iridescent, avec aux postérieures une ligne submarginale de taches roses.

## Biologie

### Plantes hôtes
Les plantes hôtes de sa chenille sont des aristoloches.

## Écologie et distribution
Il est présent en Guyane, au Surinam, au Brésil et au Pérou.

### Protection
Pas de statut de protection particulier.